# Liste der Kulturdenkmäler in Naunheim
In der Liste der Kulturdenkmäler in Naunheim sind alle Kulturdenkmäler der rheinland-pfälzischen Ortsgemeinde Naunheim aufgeführt. Grundlage ist die Denkmalliste des Landes Rheinland-Pfalz (Stand: 27. Oktober 2023).

## Einzeldenkmäler
| Bezeichnung                  | Lage                                       | Baujahr                           | Beschreibung | Bild                           |
| ---------------------------- | ------------------------------------------ | --------------------------------- | --- | ------------------------------ |
| Scheune                      | Burgstraße ohne Nummer Lage                | 19. Jahrhundert                   | eingeschossiger Bruchsteinbau, grob verputzt, 19. Jahrhundert                                                                                    | Fotos hochladen                |
| Kreuz                        | In der Hohl, bei Nr. 4 Lage                | 1717                              | Kreuz, bezeichnet 1717 | BW                             |
| Katholische Kirche St. Alban | Kirchplatz Lage                            | 1929/30                           | Basilika, separater Chorturm, 1929/30, Architekten Ludwig Becker und Anton Falkowski, Mainz                                                      | weitere Bilder Fotos hochladen |
| Wegekreuz                    | Kirchplatz, bei der Kirche Lage            | 1703                              | Wegekreuz, Basalt, bezeichnet 1703 | Fotos hochladen                |
| Grabkreuze                   | Kirchplatz, auf dem Kirchhof Lage          | 16. bis 19. Jahrhundert           | Gruppe von 25 Grabkreuzen, bezeichnet unter anderem 1551, 1584, 1561, 1625, 1635, 1706, 1818, 1827, überwiegend aus dem 17. oder 18. Jahrhundert | Fotos hochladen                |
| Wohnhaus                     | Kirchplatz 6 Lage                          | 1874                              | ehemaliges Pfarrhaus; Bruchsteinbau, bezeichnet 1874                                                                                             | BW                             |
| Wegekreuz                    | Maifeldstraße, Ecke In der Hohl Lage       | 1712                              | Wegekreuz, bezeichnet 1712 | BW                             |
| Kapelle                      | Maifeldstraße, bei Nr. 60 Lage             | 1830                              | Kapelle; Saalbau, im Giebel Kreuz, bezeichnet 1830; zwei Kreuze, bezeichnet 1822 und 1828; neugotisches Kreuz, Ende des 19. Jahrhunderts         | weitere Bilder Fotos hochladen |
| Wegekreuz                    | Maifeldstraße, Ecke Gartenstraße Lage      | 1817                              | Wegekreuz, bezeichnet 1817 | BW                             |
| Wohnhaus                     | Raiffeisenstraße 6 Lage                    | erste Hälfte des 19. Jahrhunderts | Bruchsteinbau, Krüppelwalmdach, erste Hälfte des 19. Jahrhunderts                                                                                | Fotos hochladen                |
| Wohnhaus                     | Raiffeisenstraße 8 Lage                    | 18. Jahrhundert                   | L-förmiges Fachwerkhaus, teilweise massiv, verputzt, 18. Jahrhundert, im Kern eventuell älter, Fachwerkscheune                                   | BW                             |
| Wegekreuz                    | Raiffeisenstraße, bei Nr. 28 Lage          | 1790                              | Wegekreuz, bezeichnet 1790 | BW                             |
| Brunnen                      | Raiffeisenstraße, Ecke Maifeldstraße Lage  | 1855                              | Brunnen, 1855 | Fotos hochladen                |
| Wegekreuz                    | am südlichen Ortseingang an der L 110 Lage | 1825                              | Wegekreuz, bezeichnet 1825 | BW                             |
| Wegekreuz                    | südlich des Ortes an der L 110 Lage        | 1858                              | Wegekreuz, bezeichnet 1858 (Kreuz fehlt) | BW                             |
| Kapelle                      | westlich des Ortes Lage                    | 19. Jahrhundert                   | Kapelle; neugotischer Saalbau; Kreuz, bezeichnet 1821                                                                                            | weitere Bilder Fotos hochladen |